# Dürnkrut, Ebenthal und Velm
Die Herrschaft Dürnkrut, Ebenthal und Velm war eine Grundherrschaft im Viertel unter dem Manhartsberg im Erzherzogtum Österreich unter der Enns, dem heutigen Niederösterreich.

## Ausdehnung
Die Herrschaft umfasste zuletzt die Ortsobrigkeit über Dürnkrut, Ebenthal, Waidendorf, Stillfried, Grub und Stripfing. Der Sitz der Verwaltung befand sich im Schloss Dürnkrut.

## Geschichte
Letzter Inhaber der teils Familienfideikommiss- und teils Allodialherrschaft war Prinz Ferdinand von Sachsen-Coburg und Gotha, bevor diese als Folge der Reformen 1848/1849 aufgelöst wurde.